# Lago de Valência

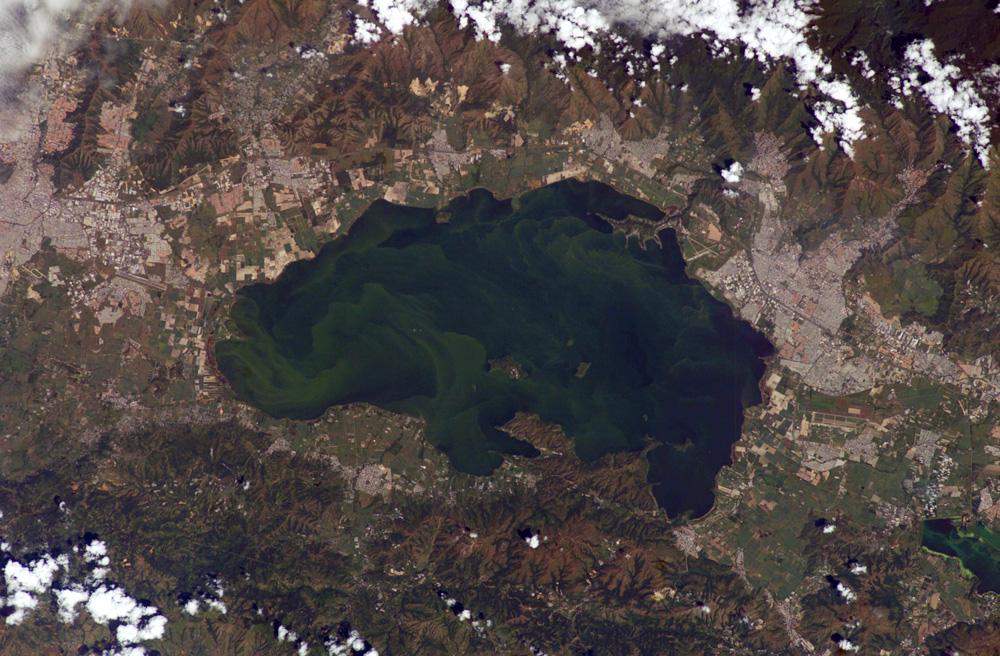
Lago Valência, Venezuela.

O Lago de Valencia ou Lago de Tacarigua é o segundo lago de água doce mais importante da Venezuela, depois do Lago de Maracaibo.